# Wellerismo

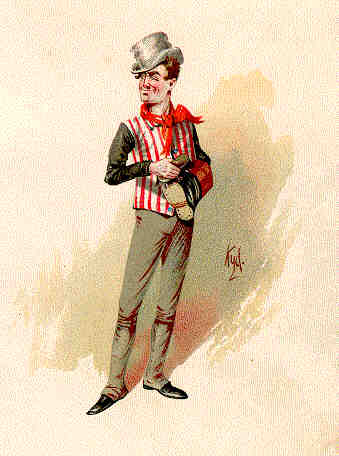
Acuarela del personaje Sam Weller

Wellerismo es, en paremiología, cualquier frase proverbial, sentenciosa, de tono ora solemne ora desenfadado, atribuida a personajes imaginarios: «"Algo es algo", dijo un calvo al encontrarse con un peine». El término wellerismo se utilizó por primera vez en Alemania en 1845 y hasta 1928 no apareció en un diccionario inglés. Viene del personaje dickensiano Sam Weller, que desempeña un papel similar al de Sancho Panza en las quijotescas aventuras de Mr. Pickwick.
Consta por lo general de tres partes. La primera es una expresión idiomática ya dada, y donde puede verse todo tipo de paremia («Algo es algo»). En la segunda parte se identifica el hablante («dijo un calvo»). La tercera pone en contexto la situación, dando como resultado un comentario irónico que dota a la expresión de humor. Posee, pues, estructura triádica: "Contra gustos..., dijo el sapo, y se tragó la mosca". «"Más vale prevenir que curar", como dijo el cerdo al huir del carnicero». A veces se abrevia: "Veremos, dijo un ciego".
En contra del espíritu didáctico y moralizador que suele caracterizar a las paremias, el wellerismo es subversivo y normalmente humorístico, y los poseen todos los idiomas, aun los más antiguos (se han documentado wellerismos en lenguas africanas y en lengua sumeria).
Los wellerismos se pusieron de moda como género literario humorístico en revistas inglesas  como Punch, asociado al nonsense, desde 1830, cuando los popularizó el Sam Weller de Charles Dickens.
- Datos: Q1473087